# イ・ウンシル
イ・ウンシル（朝: 이은실, 1982年5月25日 - ）は、韓国の女優である。イ・ウンジュの双子の妹で、彼女と別々で出演する。

## フィルモグラフィ

### 映画
- 『純愛譜』 : 2000年
- 『子猫をお願い』 : 2001年

### ドラマ
- 『サンドゥ、学校へ行こう!』 : 2003年
- 『ナイスガイ』 : 2003年
- 『威風堂々な彼女』 : 2003年
- 『ランラン18歳』 : 2004年